# Іскендерун (затока)
Іскендерун, Вірменська або Александреттська затока (тур. İskenderun Körfez, вірм. Ալեքսանդրեկի ծոց) — затока Левантійського моря або північно-східного краю Середземного моря, що омиває береги південної Туреччини, провінції Хатай.
Глибина біля входу — до 99 м. До затоки впадає річка Джейхан. Порт — Іскендерун.

## Історія
Затока в давнину мала назву Іссос (за назвою однойменного грецького міста біля її північно-східного узбережжя). За часів походів Александра Македонського на південно-східному краю затоки було збудовано місто Александретта. Затоку також почали називати Александреттською. Але з часів завоювання Тиграна Великого береги цієї затоки, як і всієї Східної Кілікії, почали заселяти вірмени. За їхнім іменем затока була відома також як Вірменська. На північному узбережжі затоки розташовано місто-фортеця Айас (нині має назву Юмурталик) — яке було свого часу головною морською брамою Кілікійської Вірменії.
Біля східної берегової лінії розташовані руїни грецького міста Іссос та вірменське місто Чорк-Марзпан (нині Дьортйол). У місці, де берегова лінія повертає на південь, розташовано те місто, назване на честь його засновника, Александра Македонського — Александретта (вірм. Ալեքսանդրեկ).
Далі на південь берегова лінія обривається крутими схилами гір Аманус (вірм. Ամանուս (Սև) լեռներ), на яких донині видно руїни вірменських монастирів Сапіран, Шугр і Кармір-ванк. Гірська мережа завершується на півдні, неподалік від входу до затоки — величною горою Муса-Даг, яка добре відома світові через події, описані в книзі знаменитого письменника Франца Верфеля — Сорок дній Муса-Дага, де жителі шести найближчих вірменських сіл, не підкорившись згубному наказу турецької влади, піднялись на цю гору та близько двох місяців успішно захищали свої родини від ворога, який багаторазово переважав за чисельністю та озброєнням.
З кінця XIX й початку XX століть регіон зазнав колосальних змін в етнографічному сенсі. Гамідійська різня вірменів (1894–1896), аданська різня вірменів (1905–1909) і геноцид вірменів (1915–1923) звели нанівець тисячолітнє існування вірменів та вірменської культури в Кілікії та Західній Вірменії в цілому. Ціна — загибель понад 2 мільйонів вірменів та знищення близько 4000 вірменських монастирів. Внаслідок цього назва затоки стала більш співзвучною з турецькою вимовою імені Олександр (Іскендер) — затока й вірменське місто Александрек (вірм. Ալեքսանդրեկ) почали називатись Іскендерун.